# اندیس آهن و سرب و مس رباعی
آهن و سرب و مس رباعی یک اندیس فلزی است که در  استان سمنان قرار دارد و مادهٔ معدنی موجود در آن، آهن است.  